# NGC 5820
NGC 5820 is een lensvormig sterrenstelsel in het sterrenbeeld Ossenhoeder. Het hemelobject werd op 5 mei 1788 ontdekt door de Duits-Britse astronoom William Herschel.

## James South / John Herschel 191 (S, h 191)
Vanaf de Aarde gezien bevindt dit stelsel, samen met de stelsels NGC 5821 en NGC 5821B zich nabij de dubbelster S, h 191 (South, Herschel 191) (ADS 9474) met magnitude 7,5. Vanaf deze dubbelster strekt zich een rechte rij van zwakke sterren uit.
De dubbelster S, h 191 werd ontdekt en onderzocht door de Britse astronoom James South en de Duits-Britse astronoom John Herschel. Beide astronomen werkten in 1824 aan een gezamenlijke catalogus van dubbelsterren (S, h).

## Synoniemen
- UGC 9642
- MCG 9-25-1
- ZWG 273.38
- ZWG 274.4
- Arp 136
- PGC 53511